# Zástřizly
Zástřizly jsou obec v okrese Kroměříž ve Zlínském kraji. Žije zde 145 obyvatel.

## Název
Výchozí podoba názvu vesnice byla Zastřezli, množné číslo osobního jména Zastřezl(a) odvozeného od starého slovesa zastřieci – "ochránit". Na vesnici tedy bylo přeneseno původní označení jejích obyvatel ("Zastřezlové, Zastřezlova rodina"). Dnešní podoba jména je výsledek řady hláskových změn (zčásti nářečních).

## Historie
První písemná zmínka o obci pochází z roku 1349.
Patřila pánům ze Zástřizl.

## Obyvatelstvo

### Struktura
Vývoj počtu obyvatel za celou obec i za jeho jednotlivé části uvádí tabulka níže, ve které se zobrazuje i příslušnost jednotlivých částí k obci či následné odtržení.
| Místní části   | Místní části   | 1869 | 1880 | 1890 | 1900 | 1910 | 1921 | 1930 | 1950 | 1961 | 1970 | 1980 | 1991 | 2001 | 2011 | 2021 |
| -------------- | -------------- | ---- | ---- | ---- | ---- | ---- | ---- | ---- | ---- | ---- | ---- | ---- | ---- | ---- | ---- | ---- |
| Počet obyvatel | část Zástřizly | 339  | 283  | 319  | 316  | 277  | 305  | 309  | 218  | 238  | 220  | 174  | 134  | 135  | 139  | 137  |
| Počet domů     | část Zástřizly | 62   | 62   | 64   | 64   | 65   | 65   | 68   | 71   | 71   | 63   | 56   | 71   | 78   | 79   | 76   |

## Obecní správa
Mezi lety 1869–1976 Zástřizly byly obcí v okrese Kroměříž. Od 15. srpna 1976 do 31. prosince 1991 patřily jako část obce ke Střílkám a od 1. ledna 1992 jsou opět samostatnou obcí.

### Obecní symboly
Znak a vlajka byly obci uděleny rozhodnutím předsedy Poslanecké sněmovny Parlamentu České republiky dne 9. dubna 2002.

## Zajímavosti

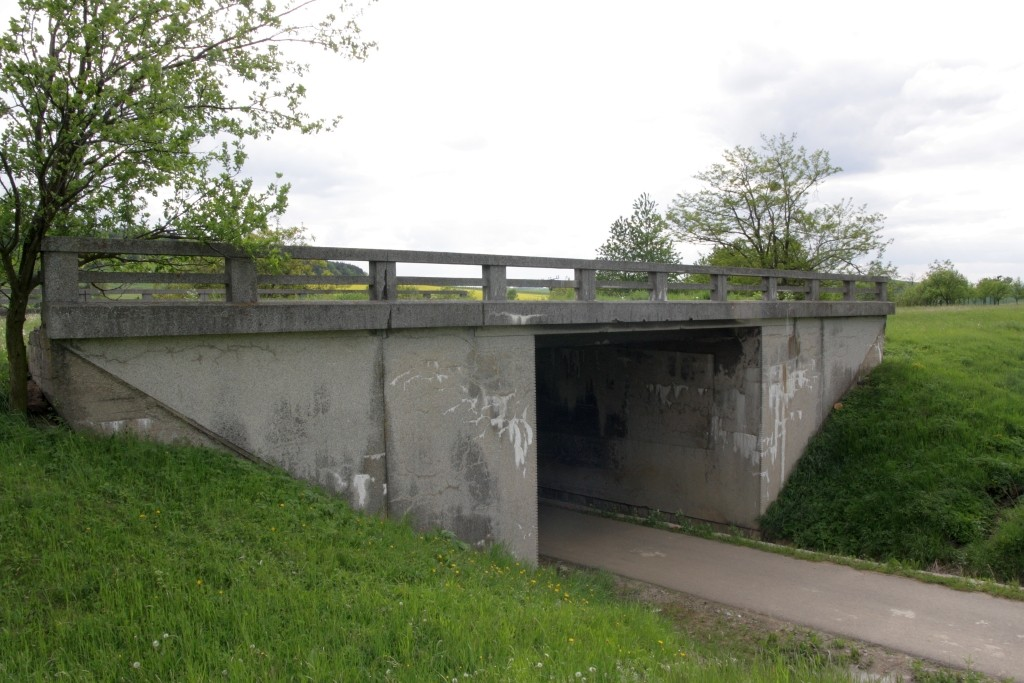
Dálniční nadjezd u Zástřizel

Na severním okraji obce se nachází betonový dálniční nadjezd z roku 1940 a navazující násep dálničního tělesa, součást nedokončené Baťovy dálnice.